# Acordo entre Etiópia e Somália de 2024
O  Acordo entre Etiópia e Somália de 2024, ou Declaração de Ancara, foi assinado em 12 de dezembro de 2024 quando a Etiópia e a Somália firmaram uma declaração conjunta em Ancara, Turquia, para restaurar suas relações bilaterais após uma tensão sobre o status de soberania da Somalilândia e o acesso da Etiópia ao porto do Mar Vermelho.

## Acordo
Em 12 de dezembro de 2024, Etiópia e Somália assinaram uma declaração conjunta em Ancara, Turquia, para resolver a disputa de soberania sobre a Somalilândia e o acesso da Etiópia ao Porto do Mar Vermelho. A declaração conjunta foi anunciada pelo presidente turco Recep Tayyip Erdogan, que agradeceu aos líderes de ambos os países: o presidente somali Hassan Sheikh Mohamud e o primeiro-ministro etíope Abiy Ahmed por sua "reconciliação histórica".
Em 15 de janeiro de 2025, o presidente somali Hassan Sheikh Mohamud fez uma visita surpresa à Etiópia para lidar com suas tensões diplomáticas. Ambos os governos concordaram em restaurar os laços bilaterais. O Ministro de Estado das Relações Exteriores da Etiópia, Mesganu Arga Moach, chamou o passo de "grande marco em nossas relações bilaterais e fraternas".